# Хакальтеки
Хакальте́ки — индейский народ, один из группы народов майя. Населяет северо-запад Гватемалы по границе с Мексикой. Живут в горных долинах Кучуматанес и в верховьях реки Грихальва. Численность — 40 тыс. чел.
Население разговаривает на хакальтекском языке канхобальско-хакальтекской подгруппы канхобаль-чухской ветви майяской семьи языков. Половина говорит по-испански. Верующие — формально католики, сохраняют дохристианские верования.

## История
До завоевания испанцами имели раннегосударственные образования. Находились в зависимости от маме. Воевали с соседями и оказывали сопротивление испанцам.

## Быт и хозяйство
Традиционная культура близка культуре майя. Основные занятия — ручное земледелие. Выращивают маис, фасоль, тыкву, стручковый перец, томаты, какао, местами — сахарный тростник, табак, кофе, бананы, лук, апельсины. Подсобные занятия — рыболовство, собирательство. Разводят домашний скот (свиньи, овцы, коровы), птицу (куры, индейки).
Развиты ремёсла — ручное ткачество, гончарство, резьба по дереву, плетение, ювелирное. Работают по найму на плантациях.
Одежда у женщин состоит из длинных юбок, запашных или сшитых, обычно синих с разноцветными вертикальными полосами, белых рубах, уипилей с геометрическим орнаментом, платков, накидок, поясов.
Мужчины носят белые штаны с поясом, рубахи с вышивкой по вороту и плечам, красные головные платки, соломенные шляпы, сандалии. Каждая деревня имеет свои особенности костюма.
Жилище — однокамерное, прямоугольное, со стенами из плетня, обмазанного глиной. Крыша — соломенная четырёхскатная. В пристройках помещается паровая баня.
Основная пища — тортильи, фасоль, каша, напитки из кукурузной муки, кофе.

## Социальная организация
Преобладает малая семья, встречаются большие семьи, брак патрилокальный. Существуют локализованные патрилиниджи. Распространена плата за невесту, временная матрилокальность. Важную роль играют системы компадрасго и кофрадий.

## Духовная культура и верования
У хакальтеков развиты мифология, фольклор, различные культы, ритуальные танцы. Они почитают кресты, горы, пещеры, колодцы, богов дождя, предков, сохраняются элементы шаманизма.
Представления и танцы — костюмированные. Главный праздник — Вайеб (Новый год), проводится под руководством главного жреца (в прошлом вождя). В этот день меняют лидеров общины.
В силу изолированности мест обитания хакальтеки аккультурируются медленнее других народов Гватемалы. В 1970-80-х они подвергались репрессиям, несколько тысяч бежали в Мексику.